# Сойлу, Сулейман
Сулейман Сойлу (тур. Süleyman Soylu; род. 21 ноября 1969, Стамбул) — турецкий политический и государственный деятель, Министр внутренних дел Турции с 31 августа 2016 по 3 июня 2023 года.

## Биография
Родился 21 ноября 1969 года в Стамбуле. Окончил Стамбульский университет. Занимается бизнесом, возглавляет основанную им страховую компанию.
В 1987 году вступил в молодёжное отделение демократической партии. Занимал различные должности в партии, в том числе являлся главой регионального отделения.
В 2008—2009 годах возглавлял демократическую партию. За поддержку референдума, проходившего в Турции в 2010 году, был исключён из партии.
5 сентября 2012 года по приглашению Реджепа Эрдогана вступил в Партию справедливости и развития.
С 24 ноября 2015 по 31 августа 2016 года — министр труда и социального обеспечения Турции. С 31 августа 2016 по 3 июня 2023 года — министр внутренних дел Турции.
1 августа 2018 года Министерство финансов США ввело санкции против Сулеймана Сойлу, а также министра юстиции Турции Абдулхамита Гюля в связи с арестом американского пастора Брансона.